# سیارک ۱۶۵۹۶
سیارک ۱۶۵۹۶ (به انگلیسی: 16596 Stephenstrauss، نامگذاری:1992UN7) شانزده هزار و پانصد و نود و ششمین سیارک کشف شده‌است که در ۱۸ اکتبر ۱۹۹۲ کشف شد.
قدر مطلق سیارک برابر ۱۶.۲ است.